# Centaur (sterrenbeeld)

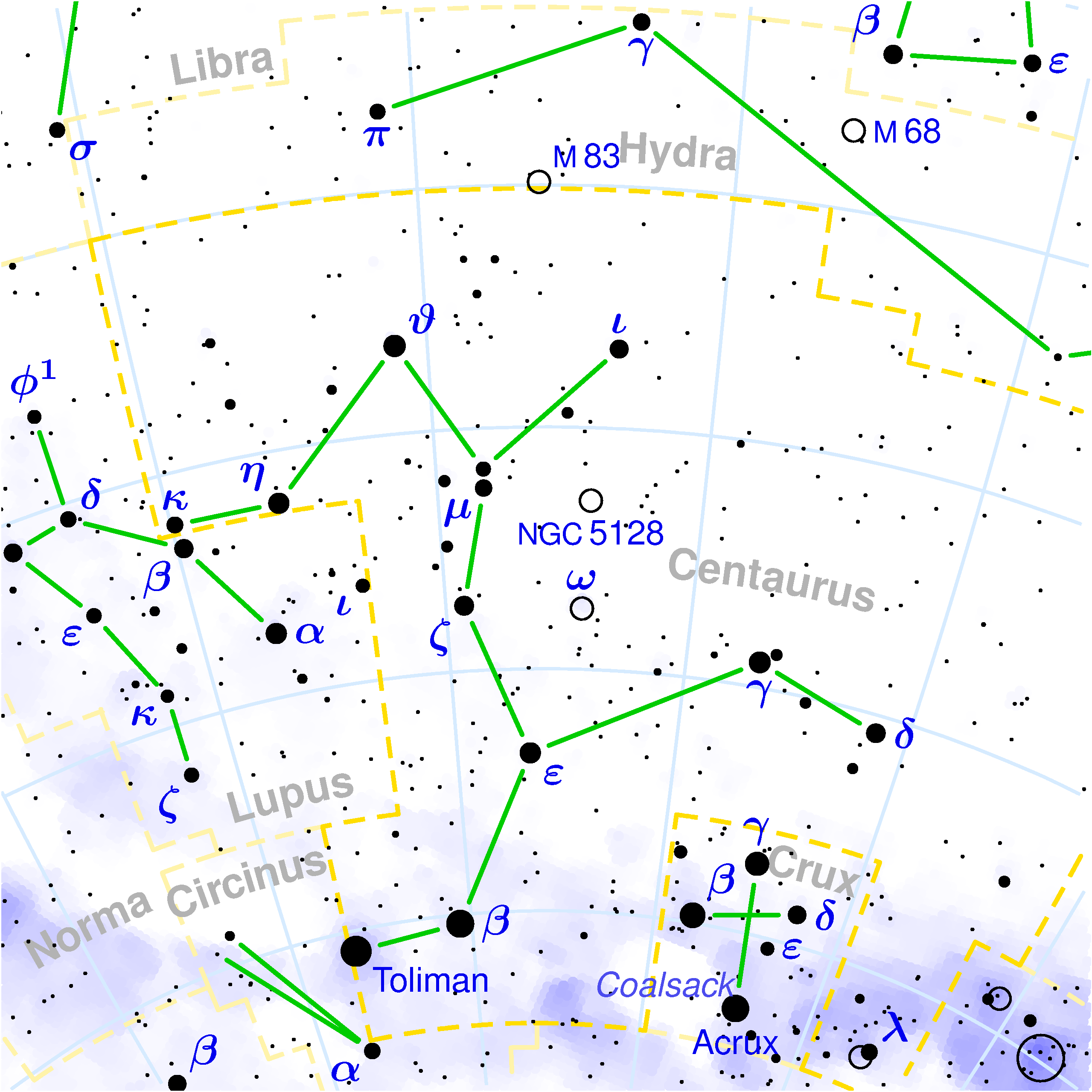
Kaart van het sterrenbeeld Centaur.

Centaur (Centaurus, afkorting Cen) is een sterrenbeeld gelegen aan de zuidelijke hemelkoepel tussen rechte klimming 11u03m en 14u59m en declinatie -30° en -65°. Vanaf de breedte van de Benelux is alleen het noordelijk deel te zien, en dan nog slechts doordat het maar net boven de zuidelijke horizon uitkomt.

## Sterren
(in volgorde van afnemende helderheid)
- Alpha Centauri (α, Toliman)
- Agena (β, beta Centauri)
- Menkent (θ, theta Centauri)
- Muhlifain (γ Gamma Centauri)
- Proxima Centauri
- PSR J1311-3430, een milliseconde pulsar

Alpha Centauri is de dichtst bij de aarde gelegen heldere ster. Nog iets dichterbij op 4,22 lichtjaar ligt Proxima Centauri, een rode dwerg die niet met het blote oog te zien is.
Opmerkelijk is de dode ster BPM 37093, een gekristalliseerde witte dwerg op 50 lichtjaar afstand die bestaat uit koolstof. In feite is de kern een reusachtige diamant van 1034 karaat. Om die reden wordt de ster wel Lucy genoemd, in verwijzing naar de Beatles-song Lucy in the Sky with Diamonds.

## Telescopisch waarneembare objecten

### New General Catalogue(NGC)
NGC 3533 (= NGC 3557A), NGC 3557, NGC 3557B, NGC 3564, NGC 3568, NGC 3573, NGC 3680, NGC 3699, NGC 3706, NGC 3742, NGC 3749, NGC 3766 (Pearl Cluster), NGC 3778, NGC 3783, NGC 3882, NGC 3903, NGC 3909, NGC 3918 (Blue Planetary), NGC 3960, NGC 4112, NGC 4219, NGC 4219A, NGC 4230, NGC 4373, NGC 4373A, NGC 4373B, NGC 4444, NGC 4499, NGC 4507, NGC 4553, NGC 4573, NGC 4574, NGC 4575, NGC 4601, NGC 4603, NGC 4603A, NGC 4603B, NGC 4603C, NGC 4603D, NGC 4616, NGC 4622, NGC 4622A, NGC 4622B, NGC 4645, NGC 4645A, NGC 4645B, NGC 4650, NGC 4650A (Polar Ring Galaxy), NGC 4661, NGC 4672, NGC 4677, NGC 4679, NGC 4681, NGC 4683, NGC 4696, NGC 4696A, NGC 4696B, NGC 4696C, NGC 4696D, NGC 4696E (NGC 4696 + A, B, C, D, E: Centaurus Cluster), NGC 4706, NGC 4709, NGC 4729, NGC 4730, NGC 4743, NGC 4744, NGC 4751, NGC 4767, NGC 4767A, NGC 4767B, NGC 4785, NGC 4811, NGC 4812, NGC 4832, NGC 4835, NGC 4835A, NGC 4852, NGC 4903, NGC 4905, NGC 4909, NGC 4930, NGC 4936, NGC 4937, NGC 4940, NGC 4945 (Great Centaurus Spiral), NGC 4945A, NGC 4946, NGC 4947, NGC 4947A, NGC 4950, NGC 4953-1, NGC 4953-2, NGC 4976, NGC 4988, NGC 5011, NGC 5011A, NGC 5011B, NGC 5011C, NGC 5026, NGC 5043, NGC 5045, NGC 5062-1, NGC 5062-2, NGC 5063, NGC 5064, NGC 5082, NGC 5086, NGC 5090, NGC 5090A, NGC 5090B, NGC 5091, NGC 5102 (Lenticular Galaxy), NGC 5108, NGC 5114, NGC 5120, NGC 5121, NGC 5121A, NGC 5124, NGC 5126, NGC 5128 (Centaurus A), NGC 5138, NGC 5139 (Omega Centauri), NGC 5140, NGC 5155, NGC 5156, NGC 5161, NGC 5168, NGC 5188, NGC 5193, NGC 5193A, NGC 5206, NGC 5215A, NGC 5215B, NGC 5219 (= NGC 5244), NGC 5220, NGC 5234, NGC 5237, NGC 5244 (= NGC 5219), NGC 5253, NGC 5266, NGC 5266A, NGC 5269, NGC 5281, NGC 5284, NGC 5286 (Faint Star Points Cluster, part of Gaia Sausage), NGC 5291-1, NGC 5291-2, NGC 5292, NGC 5298, NGC 5299, NGC 5302, NGC 5304, NGC 5307 (Bright Bluish Planetary), NGC 5316, NGC 5333, NGC 5357, NGC 5365, NGC 5365A, NGC 5365B, NGC 5367 (Cometary Globule Head), NGC 5381, NGC 5397, NGC 5398, NGC 5408, NGC 5419, NGC 5460, NGC 5483, NGC 5488, NGC 5489, NGC 5494, NGC 5516, NGC 5606, NGC 5617, NGC 5662, NGC 5786

### Index Catalogue (IC)
IC 844, IC 953, IC 955, IC 957, IC 1023, IC 2872, IC 2944 (Lambda Centauri Nebula), IC 2948, IC 2949, IC 2977, IC 3057, IC 3253, IC 3290, IC 3370, IC 3639, IC 3896, IC 3974 (= NGC 4947), IC 3986, IC 4200, IC 4214, IC 4219, IC 4233 (= NGC 5124), IC 4247, IC 4291, IC 4296, IC 4299, IC 4311, IC 4312, IC 4321, IC 4324, IC 4327, IC 4329, IC 4347 (= NGC 5367), IC 4352, IC 4359, IC 4362, IC 4366, IC 4367, IC 4375 (= NGC 5488), IC 4376, IC 4378, IC 4379, IC 4385, IC 4386, IC 4387, IC 4388, IC 4389, IC 4390, IC 4391, IC 4393, IC 4400, IC 4411, IC 4421, IC 4430, IC 4432, IC 4451, IC 4458, IC 4464, IC 4490, IC 4511

## Aangrenzende sterrenbeelden
(met de wijzers van de klok mee)
- Waterslang (Hydra)
- Luchtpomp (Antlia)
- Zeilen (Vela)
- Kiel (Carina)
- Vlieg (Musca)
- Zuiderkruis (Crux)
- Vlieg (nogmaals - grenst twee keer aan Centaur)
- Passer (Circinus)
- Wolf (Lupus)
- Weegschaal (Libra) (raakt maar op één punt)